# 澤田裕太郎
澤田 裕太郎（さわだ ゆうたろう、1985年 - ）は、日本の映像作家、アニメーター。東京都出身。Pie in the sky所属。

## 略歴
デジタルハリウッド大学・大学院卒業。2016年より『ぐらP&ろで夫2』に編集として参加、2017年にPie in the skyへ入社。

## 作品リスト

### ショートアニメ
- ポケモン Kids TV（ポケモン公式YouTubeチャンネル） - 幼児向けコンテンツ。他、MV
- ラッタロウがこちらを見ている（2020年、Pie in the sky公式YouTubeチャンネル） - 監督・脚本・編集・作画・声優（全キャラ）
- アニメ会社で話すことかよ（2020年、Pie in the sky公式YouTubeチャンネル） - 編集・声優（デンさん 役）
- メゾンハンダース（2021年、MixBox） - 編集・映像制作
- せいぜいがんばれ!魔法少女くるみ（2017年（1期）・2019年（2期）、AbemaTV） - 編集
- モサモサメモリアル（2014年、tampen.jp公式YouTubeチャンネル） - パペットアニメ。監督・脚本・キャラクターデザイン・撮影・立体造形制作
- 新世紀末 奴との遭遇（2013年、CoMix Wave Films） - パペットアニメ。監督・脚本・キャラクターデザイン・編集・撮影・立体造形制作

### テレビアニメ
- ぐらP&ろで夫2（2016年、BSフジ・TOKYO MX） - 編集
- あはれ!名作くん（2016年 - 2022年、NHK Eテレ） - 編集・声優（イヌジャナイ 役）
- Bラッパーズ ストリート（2019年3月 - 2020年4月、テレビ東京系列） - 監督・脚本・演出
- 百姓貴族（2023年7月7日〈予定〉 - 、TOKYO MX・BS朝日ほか） - 監督・脚本・演出[2]

### 劇場アニメ
- 音楽（2020年、ロックンロール・マウンテン） - 撮影、声優（松竹先輩 役・アッパくんに絡まれる男 役）
- 東京オンリーピック （2008年、総監督：真島理一郎、オムニバス作品 ）『男子ヒューマニズム』監督・脚本・演出・制作

### OVA
- イヌイさんッ!（2014年 - 2016年、小学館集英社プロダクション） - 監督・脚本・コンテ

### テレビ番組
- みんなのうた（NHK総合）[3]
  - 毛布の日（2016年12月 - 2017年1月放送、歌唱：小島ケイタニーラブ）
  - お米かくれんぼ（2017年10月 - 11月放送、歌唱：バナナゼロムジカ）

### その他
- 趣味学習サービス「Shummy」『「スマートフォンで作れる コマ撮りアニメーション入門」講座』（2017年、NTTぷらら） - 動画編集講座講師
- メガネスーパー「ガネスーパーのコンタクトレンズスピード販売」（2020年） - アニメーション演出
- ちこまる（2021年） - テレビCM。制作協力・CM映像制作

他、多数